# Liste des maires de Bagnères-de-Luchon
La liste des maires de Bagnères-de-Luchon présente la liste des maires de la commune française de Bagnères-de-Luchon, située dans le département de la Haute-Garonne en région Occitanie.

## La mairie

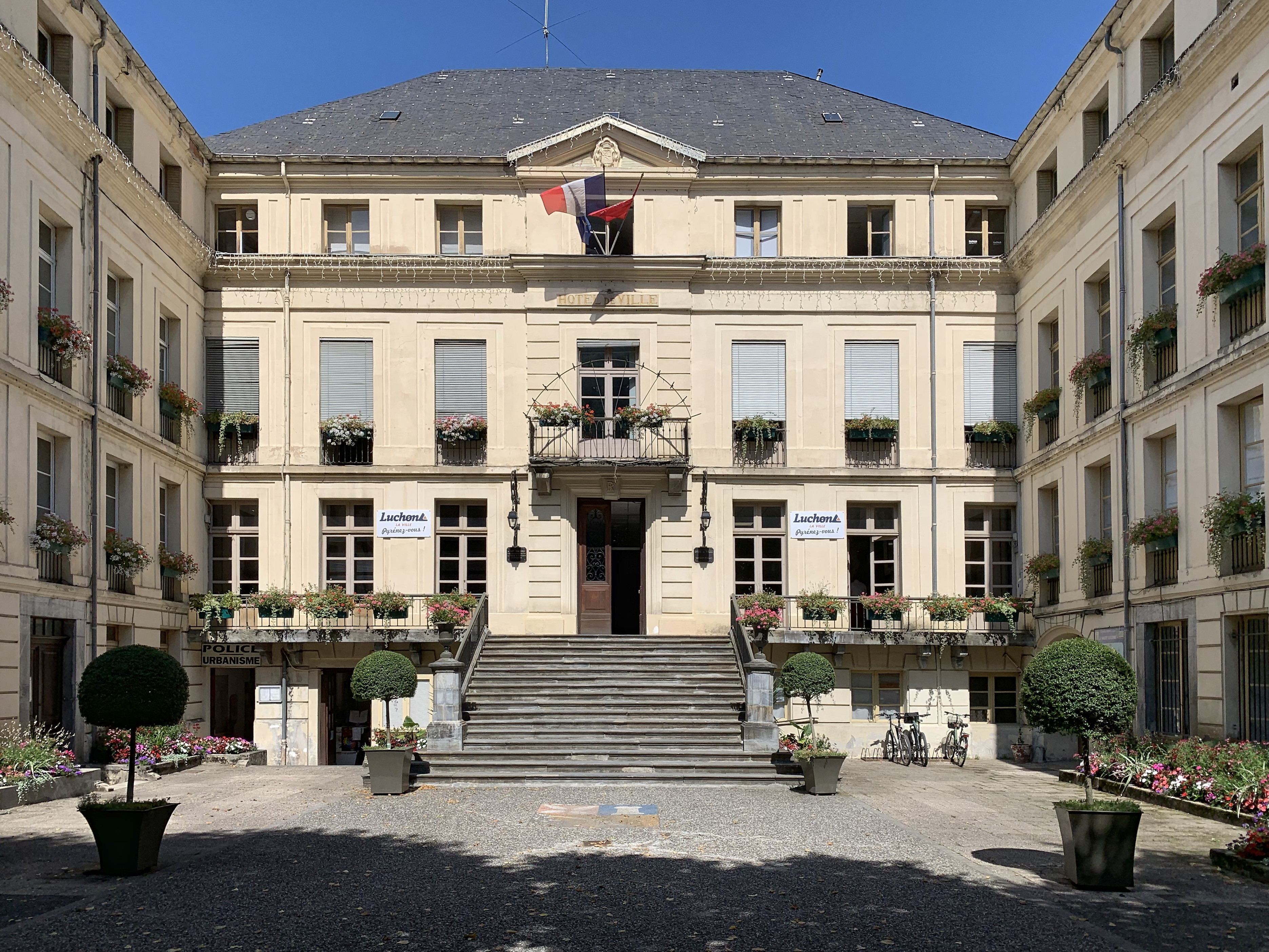
La mairie en 2019.

## Liste des maires

### Entre 1790 et 1945
| Période  | Période | Identité                | Étiquette           | Qualité |
| -------- | ------- | ----------------------- | ------------------- | --- |
| av. 1790 |         | Bernard Cazat           |                     | Premier consul |
| 1791     | 1792    | Julien Rey              |                     | |
| 1792     | 1793    | Henry Colomic           |                     | |
| 1793     | 1793    | Étienne Sourd-Sacarrère |                     | Notaire, maire provisoire |
| 1793     | 1795    | Henry Colomic           |                     | |
| 1795     | 1799    | Bernard Cazat           |                     | Propriétaire |
| 1799     | 1800    | Paul Boileau            |                     | |
| 1800     | 1800    | Pierre-Jean Soulérat    |                     | |
| 1800     | 1805    | Bernard Cazat           |                     | Propriétaire |
| 1805     | 1807    | Gabriel Nadau           |                     | |
| 1807     | 1808    | Pierre Gascon           |                     | |
| 1808     | 1814    | Étienne Sengez          |                     | Médecin Député de la Haute-Garonne (1815) Conseiller d'arrondissement                                                              |
| 1814     | 1815    | Henri Colomic           |                     | |
| 1815     | 1816    | Gabriel Soutiran        |                     | |
| 1816     | 1830    | Paul Boileau            |                     | |
| 1830     | 1830    | Bertrand Saint-Martin   |                     | Maire provisoire |
| 1830     | 1830    | Arnaud Soulérat         |                     | |
| 1830     | 1841    | Pierre Azémar           |                     | |
| 1841     | 1848    | Mathieu Soulérat        |                     | |
| 1848     | 1848    | Pierre Azémar           |                     | Maire provisoire |
| 1848     | 1870    | Charles-Laurent Tron    | Bonapartiste Droite | Avocat Député de la Haute-Garonne (1849 → 1851 et 1869 → 1870) Conseiller général de Bagnères-de-Luchon (1848 → 1880)              |
| 1870     | 1871    | Bernard Baqué           |                     | Maire provisoire |
| 1871     | 1871    | Edouard Azémar          | Républicain         | Médecin |
| 1871     | 1872    | Charles-Laurent Tron    | Droite              | Avocat Conseiller général de Bagnères-de-Luchon (1848 → 1880)                                                                      |
| 1872     | 1874    | Edouard Azémar          | Républicain         | Médecin |
| 1874     | 1875    | Benard Larrieu          |                     | |
| 1875     | 1878    | Charles-Laurent Tron    | Droite              | Avocat Député de la Haute-Garonne (1849 → 1851, 1869 → 1870 et 1876 → 1881) Conseiller général de Bagnères-de-Luchon (1848 → 1880) |
| 1878     | 1884    | Edouard Azémar          | Républicain         | Médecin Conseiller général de Bagnères-de-Luchon (1880 → 1904)                                                                     |
| 1884     | 1886    | Lucien Colomic          |                     | |
| 1886     | 1892    | Aimé Trescaze           |                     | |
| 1892     | 1894    | Edouard Azémar          | Républicain         | Médecin Conseiller général de Bagnères-de-Luchon (1880 → 1904)                                                                     |
| 1894     | 1912    | Paul Victor Bonnemaison | PRRRS               | Avocat Conseiller général de Bagnères-de-Luchon (1910 → 1928)                                                                      |
| 1912     | 1914    | Gabriel Estradère       |                     | Médecin |
| 1914     | 1919    | Jean Bigourdan          |                     | Adjoint faisant fonction de maire                                                                                                  |
| 1919     | 1944    | Guillaume Germés        | URD                 | Médecin Conseiller général de Bagnères-de-Luchon (1928 → 1940)                                                                     |
| 1944     | 1944    | Rémy Comet              |                     | Notaire |
| 1944     | 1945    | Gabriel Rouy            | PRRRS               | Inspecteur honoraire des douanes                                                                                                   |

### Depuis 1945
| Période      | Période       | Identité            | Étiquette       | Qualité |
| ------------ | ------------- | ------------------- | --------------- | --- |
| 1945         | 1946          | Adrien Bochet       | PCF             | Ingénieur EDF |
| 1946         | 1946          | Auguste Castex      |                 | Artisan tailleur |
| 1946         | octobre 1947  | Adrien Bochet       | PCF             | Ingénieur EDF |
| octobre 1947 | mars 1971     | Alfred Coste-Floret | MRP puis CD     | Maître des requêtes au Conseil d’État, procureur Député de la Haute-Garonne (1946 → 1958) Conseiller général de Bagnères-de-Luchon (1949 → 1971) |
| mars 1971    | décembre 1973 | Albert Castaigne    | Mod.            | Médecin Conseiller général de Bagnères-de-Luchon (1971 → 1977) Démissionnaire                                                                    |
| février 1974 | juin 1995     | Jean Peyrafitte     | PS              | Hôtelier Sénateur de la Haute-Garonne (1980 → 1998) Conseiller général de Bagnères-de-Luchon (1977 → 1992)                                       |
| juin 1995    | mars 2008     | René Rettig         | UDF-FD puis UMP | Ancien directeur général des Hôpitaux de Toulouse                                                                                                |
| mars 2008    | mai 2020      | Louis Ferré         | PS              | Professeur d'université Vice-président de la CC du Pays de Luchon (2010 → 2016)                                                                  |
| mai 2020     | En cours      | Éric Azémar         |                 | Ancien cadre Démissionnaire |

## Conseil municipal actuel
Les 19 sièges composant le conseil municipal ont été pourvus le 15 mars 2020 lors du premier tour de scrutin. Actuellement, il est réparti comme suit : 

## Résultats des élections municipales

### Élection municipale de 2020
|                                                | Éric Azémar             | SE-DVD         | 787   | 50,19  | 15 | 7 |  |  |
| Réussir Luchon ensemble                        |                         |                | 787   | 50,19  | 15 | 7 |  |  |
|                                                | Gérard Subercaze        | DVG (PS diss.) | 339   | 21,61  | 2  | 1 |  |  |
| Unis pour Luchon                               |                         |                | 339   | 21,61  | 2  | 1 |  |  |
|                                                | Louis Ferré *           | PS             | 322   | 20,53  | 2  | 1 |  |  |
| Passionnément Luchon                           |                         |                | 322   | 20,53  | 2  | 1 |  |  |
|                                                | Jean-François Subercaze | PCF-G·s        | 120   | 7,65   | 0  | 0 |  |  |
| La liste de gauche, écologiste et progressiste |                         |                | 120   | 7,65   | 0  | 0 |  |  |
|                                                |                         |                |       |        |    |   |  |  |
| Inscrits                                       | Inscrits                | Inscrits       | 2 416 | 100,00 |    |   |  |  |
| Abstentions                                    | Abstentions             | Abstentions    | 797   | 32,99  |    |   |  |  |
| Votants                                        | Votants                 | Votants        | 1 619 | 67,01  |    |   |  |  |
| Blancs                                         | Blancs                  | Blancs         | 20    | 1,24   |    |   |  |  |
| Nuls                                           | Nuls                    | Nuls           | 31    | 1,91   |    |   |  |  |
| Exprimés                                       | Exprimés                | Exprimés       | 1 568 | 96,85  |    |   |  |  |
| * Liste du maire sortant                       |                         |                |       |        |    |   |  |  |

### Élection municipale de 2014
|                               | Louis Ferré *           | PS (UG)        | 801   | 43,67  | 979     | 56,23   | 18      | 10      |
| Luchon avance                 |                         |                | 801   | 43,67  | 979     | 56,23   | 18      | 10      |
|                               | Jean-Paul Ladrix        | DVD            | 428   | 23,33  | 762     | 43,76   | 5       | 3       |
| Vivre Luchon                  |                         |                | 428   | 23,33  | 762     | 43,76   | 5       | 3       |
|                               | René Rettig             | UMP            | 393   | 21,42  | Retrait | Retrait | Retrait | Retrait |
| Luchon Vallées Avenir         |                         |                | 393   | 21,42  | Retrait | Retrait | Retrait | Retrait |
|                               | Christophe Aubron       | DVG            | 126   | 6,87   |         |         |         |         |
| Destination Luchon            |                         |                | 126   | 6,87   |         |         |         |         |
|                               | Jean-François Subercaze | PG-PCF (FG)    | 86    | 4,68   |         |         |         |         |
| Luchon citoyenne et solidaire |                         |                | 86    | 4,68   |         |         |         |         |
|                               |                         |                |       |        |         |         |         |         |
| Inscrits                      | Inscrits                | Inscrits       | 2 490 | 100,00 | 2 489   | 100,00  |         |         |
| Abstentions                   | Abstentions             | Abstentions    | 605   | 24,30  | 608     | 24,43   |         |         |
| Votants                       | Votants                 | Votants        | 1 885 | 75,70  | 1 881   | 75,57   |         |         |
| Blancs ou nuls                | Blancs ou nuls          | Blancs ou nuls | 51    | 2,71   | 140     | 7,44    |         |         |
| Exprimés                      | Exprimés                | Exprimés       | 1 834 | 97,29  | 1 741   | 92,56   |         |         |
| * Liste du maire sortant      |                         |                |       |        |         |         |         |         |

## Pour approfondir